# 奧馬魯·迪科
奧馬魯·迪科（Umaru Dikko；1936年—2014年7月1日），尼日利亚政治家，担任过谢胡·沙加里总统的顾问。他也在1979 - 1983年担任尼日利亚交通部长。
迪科出生于万巴（Wamba）。1966年哈桑·卡齐纳将军（Hassan Katsina）发动政变后统一北方，1967年他被任命为北尼日利亚中部州（现在卡杜纳州）的一个专员，开始参与国家治理。1979年成为尼日利亚国家党沙加里阵营的竞选经理，并成功帮助沙加里当选总统。
1983年12月31日，一场军事政变推翻了沙加里政府。迪科以及其他一些尼日利亚国家党的部长和官员逃离出国并流亡在伦敦。新军事政权指责他在任内有大规模的腐败行为，特别是挪用数百万美元的国家石油收入。
1984年7月5日，迪科在英国斯坦斯特德机场被发现被人麻醉装在一个外交行李的箱子里，明显他是政府批准的绑架的受害者。箱子的目的地是拉各斯。此事件被称为“迪科事件”。

## 备注
1. ↑  . THE STREET JOURNAL.   [2014-07-02]. （原始内容存档于2014-07-14）.
2. ↑  Shehu Shagari, Beckoned to Serve
3. ↑  "The World's Greatest Spy Capers - The Dikko Affair (1984) - http://www.newsweek.com/2010/06/30/the-world-s-greatest-spy-capers/the-dikko-affair-1984.html （页面存档备份，存于）
4. ↑  "Why Dikko was seized; KIDNAP IN LONDON," 金融时报 (London,England), July 7, 1984
5. ↑  The foiled Nigerian kidnap plot, Alex Last,
英國廣播公司國際頻道, 12th November 2012 - http://www.bbc.co.uk/news/magazine-20211380 （页面存档备份，存于）